# Villa Giovanelli Colonna
Villa Giovanelli Colonna è una delle ville più monumentali di Noventa Padovana, anche raffigurata nel gonfalone del comune. La sua costruzione risale alla seconda metà del '600, su commissione di Giovanni Paolo e Giovanni Benedetto Giovanelli, e viene attribuita dagli studiosi all'architetto Antonio Gaspari, allievo di Baldassare Longhena, su disegno di Marco Torresini.
L'ampia scalinata nella facciata frontale, opera di Giorgio Massari, fu aggiunta nel 1738.
Dal 2012 è proprietà di un trust, che nel 2018 ne ha cominciato i lavori di restauro.

## Storia
La costruzione della villa da parte dei Giovanelli, famiglia originaria di Bergamo, è legata agli interessi commerciali che la casata deteneva nel settore tessile. Il porto di Noventa Padovana era infatti uno snodo perfetto per il commercio di lana e tessuti. La costruzione è datata intorno al 1668, anno in cui i Giovanelli ottennero dalla Repubblica di Venezia il titolo di Patrizi Veneti, come corrispettivo della donazione di centomila ducati per sostenere le spese della guerra contro i Turchi.
Il Settecento fu un secolo di grande splendore per la villa, che divenne centro di un vivace scambio culturale e artistico grazie al mecenatismo dei Giovanelli e ospitò numerosi artisti e personalità influenti dell'epoca, tra cui il giovane George Frederick Handel nel 1710, durante il suo soggiorno veneziano, e la principessa di Polonia Maria Amalia, che nel 1738 si recava a Napoli per sposare Carlo di Borbone, re delle due Sicilie. In questa occasione venne fatta costruire dall'architetto Giorgio Massari, artefice anche di villa Cordellina a Montecchio Maggiore, l'ampia scalinata della facciata frontale, che andò a sostituire la loggia colonnata originaria.
Dopo l'elezione a patriarca di Venezia di Federico Maria Giovanelli nel 1776, la villa divenne sede di un centro di studi estivi per il Seminario Patriarcale di Murano, e venne così usata come casa di villeggiatura per il Seminario di Venezia e per gli stessi Patriarchi nei primi anni dell'Ottocento.
Con la caduta della Repubblica di Venezia e la progressiva erosione degli antichi patrimoni dei patrizi veneti, cominciò un periodo di lenta decadenza per la villa, che subì numerosi passaggi di proprietà tra alcune facoltose famiglie, prima i Marina, poi i Forti e, a fine secolo, i principi Colonna di Stigliano, che riuscirono a riportarla allo splendore dei secoli precedenti.
Nella prima metà del Novecento la villa attraversò il suo periodo più buio, divenendo sede degli alti comandi militari della V Armata e dell'VIII Corpo d'armata del Montello durante la Grande Guerra e comando militare territoriale, ospedale militare e abitazione di sfollati durante la Seconda. Questi cambi di destinazione ne danneggiarono notevolmente la struttura e causarono la distruzione dell'antica biblioteca, del parco e del grande giardino che si estendeva dietro la villa che, per estensione e abbondanza di piante, era anche chiamato "Bosco Colonna".
Nel 1955 la villa divenne proprietà dei frati minori conventuali di Sant’Antonio che vi aprirono l’orfanotrofio S. Antonio, poi “Villaggio Sant’Antonio”.
Nel 2012 Villa Giovanelli Colonna è stata acquistata per circa 5 milioni di euro da un trust che ne provvederà al restauro e alla riapertura. 

## Descrizione
Villa Giovanelli Colonna è caratterizzata da uno stile palladiano rivisitato in chiave barocca, evidente soprattutto nel grande salone centrale sviluppato su due piani e nel monumentale colonnato del pronao a forma pentagonale, con colonne corinzie ad ampio frontone e timpano ornato di statue.
In due stampe risalenti ai primi anni del Settecento, una dell'abate Coronelli e l'altra di Giuseppe de Montalegre, la villa risulta avere lo stesso aspetto dei giorni nostri, a eccezione della maestosa scalinata che andò a sostituire nel 1738 la loggia colonnata con tre arcate del pian terreno
La costruzione viene attribuita a un allievo di Baldassare Longhena, Antonio Gaspari, tra le cui opere è annoverato il Duomo d'Este. Lo stile longheniano della villa è infatti evidente nel "portego" centrale al pianterreno e nel carattere delle scale interne, a doppia rampa.
Numerose statue ornano la facciata principale: ai vertici del timpano trovano spazio cinque figure guerriere, mentre sull'imponente scalinata raffigurazioni allegoriche dei cinque sensi e della ragione, realizzate da Antonio Gai, Antonio Tarsia e i fratelli Paolo e Giuseppe Groppelli.